# Sericostomatidae
Famille
Les Sericostomatidae (séricostomatidés en français) forment une famille d'insectes de l'ordre des Trichoptera.
Cette famille ne compte en Europe que deux genres :
- Sericostoma, avec surtout :
  - Sericostoma personatum
- Notidobia, avec notamment :
  - Notidobia ciliaris

## Liste des genres
Selon ITIS (10 août 2010) :
- genre Aclosma Morse, 1974
- genre Agarodes Banks, 1899
- genre Asahaya Schmid, 1991
- genre Aselas Barnard, 1934
- genre Cerasma McLachlan, 1876
- genre Cheimacheramus Barnard, 1934
- genre Chiloecia Navas, 1930
- genre Fattigia Ross & Wallace, 1974
- genre Grumicha Mueller, 1879
- genre Gumaga Tsuda, 1938
- genre Myotrichia Schmid, 1955
- genre Notidobia Stephens, 1829
- genre Notidobiella Schmid, 1955
- genre Oecismus McLachlan, 1876
- genre Parasericostoma Schmid, 1957
- genre Petroplax Barnard, 1934
- genre Rhoizema Barnard, 1934
- genre Schizopelex McLachlan, 1876
- genre Sericostoma Latreille, 1825